# Hajnáčka
Hajnáčka és un poble i municipi d'Eslovàquia. Es troba a la regió de Banská Bystrica.

## Història
La primera menció escrita de la vila es remunta al 1425.

## Demografia
| Godina             | 1994 | 2004   | 2014   | 2024   |
| ------------------ | ---- | ------ | ------ | ------ |
| Nombre de persones | 1183 | 1197   | 1174   | 1168   |
| Diferència         |      | +1,18% | −1,92% | −0,51% |

| Godina             | 2023 | 2024   |
| ------------------ | ---- | ------ |
| Nombre de persones | 1165 | 1168   |
| Diferència         |      | +0,25% |